# Argeleusa rhanis
Argeleusa rhanis är en insektsart som beskrevs av Ronald Gordon Fennah 1956. Argeleusa rhanis ingår i släktet Argeleusa och familjen vedstritar. Inga underarter finns listade i Catalogue of Life.